# Ферзиково
Ферзиково (рос. Ферзиково) — селище Калузької області Росії. Адміністративний центр сільського поселення «Селище Ферзиково» та Ферзиковського району Калузької області.

## Географія
Селище розташоване у північно-західній частині Середньоросійської височини в межиріччі Мишеги та Крекші, за 32 км на схід від Калуги, та у 3 км на південь від автодороги Калуга—Таруса.
У селищі є залізнична станція Московської залізниці на лінії Калуга—Тула. Залізнична гілка не електрифікована. На залізничній лінії здійснюються пасажирські перевезення місцевого значення. На станції Ферзикове є залізничний вокзал одноразовою місткістю 30 осіб.
У 2 км до південного заходу від селища Ферзикове в 1962 році було виявлене Миколаївське родовище вишневих глин.

## Клімат
Клімат села помірно континентальний з чітко вираженою сезонністю. Характерні ознаки клімату: тепле літо, помірно холодна зі стійким сніговим покривом зима і добре виражені, але менш тривалі перехідні періоди — навесні та восени.
Середня річна температура повітря останніх становить ~ +4,4°С. Найхолодніший місяць року — січень, з температурою повітря −13,5°С. Тривалість безморозного періоду коливається в межах від 99 до 183 діб, в середньому — 149 діб.
Липень — найтепліший місяць року, з середньою температурою близько +23,0°С. В деякі роки в спекотні дні максимальна температура повітря досягала +39°С.
Середньорічна кількість опадів становить 654 мм., за теплий період року — 441 мм, за холодний період року — 213 мм. Зазвичай дві третини опадів випадає в теплий період року (квітень — жовтень) у вигляді дощу, одна третина — взимку, у вигляді снігу.
Середня дата утворення стійкого снігового покриву — 29 листопада, а руйнування — 6 квітня. Середнє число днів зі сніговим покривом — 139. Висота снігового покриву в середньому складає 47 см, в окремі роки доходить до 70 см. Максимальної висоти сніговий покрив досягає в кінці лютого — початку березня.
Число днів з відносною вологістю повітря 80 % і більше за рік становить 125—133.
| Клімат Ферзиково        | Клімат Ферзиково | Клімат Ферзиково | Клімат Ферзиково | Клімат Ферзиково | Клімат Ферзиково | Клімат Ферзиково | Клімат Ферзиково | Клімат Ферзиково | Клімат Ферзиково | Клімат Ферзиково | Клімат Ферзиково | Клімат Ферзиково | Клімат Ферзиково |
| Показник                | Січ.             | Лют.             | Бер.             | Квіт.            | Трав.            | Черв.            | Лип.             | Серп.            | Вер.             | Жовт.            | Лист.            | Груд.            | Рік              |
| Середній максимум, °C   | −6,6             | −5               | 0,4              | 10,3             | 18,7             | 21,5             | 23,0             | 21,9             | 15,7             | 9,0              | 0,7              | −3,7             | 7,2              |
| Середня температура, °C | −10,1            | −9               | −3,5             | 5,7              | 12,7             | 15,8             | 17,5             | 16,3             | 10,9             | 5,4              | −1,9             | −6,6             | 4,4              |
| Середній мінімум, °C    | −13,5            | −12,9            | −7,4             | 1,0              | 6,7              | 10,1             | 12,0             | 10,7             | 6,1              | 1,8              | −4,5             | −9,5             | 0,1              |
| Норма опадів, мм        | 40               | 36               | 37               | 43               | 46               | 79               | 81               | 72               | 57               | 52               | 55               | 57               | 654              |
| ----------------------- | ---------------- | ---------------- | ---------------- | ---------------- | ---------------- | ---------------- | ---------------- | ---------------- | ---------------- | ---------------- | ---------------- | ---------------- | ---------------- |

## Історія
Утворене в грудні 1874 року, коли була побудована Сизрано-Вяземська залізниця, як селище при залізничній станції.
У 1910—1912 роках в селищі побудовано земську школу та лікарню.
З 1950 року селище є центром Ферзиковського району.
Від 2004 року входить до складу муніципального утворення Селище Ферзиково
У 2006 — 2011 роках селище мало статус міського поселення, з 2011 року — сільське поселення «Селище Ферзикове».

## Населення
| 1959 | 1970  | 1979  | 1989  | 2002  | 2003  | 2004  | 2006  | 2008  | 2010  | 2011  | 2012  | 2013  | 2014  | 2015  | 2016  | 2017  |
| 1924 | ↗3434 | ↗4330 | ↗4570 | ↘4392 | ↗4458 | ↗4519 | ↘4505 | ↗4805 | ↗4696 | ↗5363 | ↘4755 | ↗4856 | ↘4820 | ↘4655 | ↗4669 | ↗4837 |

## Інфраструктура
Заклади охорони здоров'я
- Центральна районна лікарня Ферзиковського району
- Аптечний пункт

Заклади культури
- Районний будинок культури
- Районна бібліотека
- Дитяча бібліотека
- Церква Трьох Святителів

Спортивні споруди
- ДЮСШ
- Стадіон, площею 2,0 га

## Економіка
- Завод «Дипласт», виробництво прес-форм
- Завод «РусТЕН», виробництво трубчастих електронагрівачів
- Сільськогосподарське товариство
- Завод «ЛафаржХолсім»
- Завод «Енермакс», виробництво пиломатеріалів
- Молочний завод